# Europees kampioenschap voetbal mannen
Het UEFA Europees kampioenschap voetbal mannen (Engels: UEFA European Football Championship, Frans: Championnat d'Europe de football de la UEFA) is het vierjaarlijkse Europees kampioenschap voor de sport voetbal. Het is net als de EK's voor andere sporten een toernooi tussen Europese landenteams. Door middel van voorrondes plaatsen landen zich, (m.u.v. het gastland) waarna in een maand tijd bepaald wordt welk landenteam het beste van Europa is.

## Geschiedenis
Al in 1927 bedacht de Franse secretaris-generaal van de FIFA, Henri Delaunay, een Europees kampioenschap voor landenteams. Toch duurde het, mede vanwege de Tweede Wereldoorlog, nog tot 1960 voordat de eerste EK-eindronde plaatsvond. Delaunay, naar wie de beker werd genoemd, maakte het niet meer mee: hij stierf in 1955.
Het EK wordt georganiseerd door de UEFA      (de Europese voetbalbond), en wordt sinds 1960 elke vier jaar georganiseerd. De eerste twee edities werden gespeeld onder de naam Europacup voor landen.
Van 1960 tot en met 1976 kwalificeerden vier landen zich voor het eindtoernooi. Uit deze landen werd dan de organisator van de eindronde gekozen.
Vanaf 1980 wordt van tevoren bepaald in welk land de eindronde zal plaatsvinden. Sinds 2000 is het ook mogelijk dat twee landen het eindtoernooi gezamenlijk organiseren. Tot en met 1992 namen acht landen deel aan de eindronde. Vanaf 1996 doen zestien landen mee en vanaf 2016 24 landen.
De troostfinale werd na het EK van 1980 afgeschaft.

### Toekomstige ontwikkelingen
Michel Platini, tot 2016 voorzitter van de UEFA, zei tijdens een interview dat hij de eindronde van het Europees kampioenschap wilde verplaatsen naar augustus. Hij wil hiermee bereiken dat de spelers na hun vakantie uitgerust aan het toernooi beginnen en niet, zoals nu, net na een druk en vermoeiend seizoen nog zo'n belangrijk toernooi moeten spelen.
Daarnaast besloot de UEFA om het toernooi uit te breiden tot 24 landenteams. De kans dat de grote voetballanden dan het toernooi missen wordt kleiner, de grote groep landen achter de top heeft meer kans zich te kwalificeren en volgens de UEFA zou het een kwaliteitsimpuls aan het toernooi geven, als landen als Denemarken, Schotland en Engeland zich wel structureel kwalificeren voor het Europees kampioenschap. Deze landen ontbraken op de editie van 2008. Ook zal een toernooi met meer teams en meer wedstrijden meer inkomsten voor de UEFA genereren. Platini kreeg hiervoor de steun van alle landen.

### Golden goal en silver goal
In 1996 werd op het EK in Engeland de golden goal ook wel ‘sudden death’ ingevoerd. Zowel tijdens dit EK, als het daaropvolgende EK van 2000, werd het toernooi gewonnen door een golden goal. In 2002 schafte de UEFA de golden goal weer af. Voor het EK van 2004 werd de silver goal geïntroduceerd. Tijdens dit EK is de silver goal alleen van toepassing geweest tijdens de halve finale tussen Griekenland en Tsjechië, hier won Griekenland de wedstrijd door in de laatste minuut van de eerste verlenging te scoren. In 2006 is de UEFA weer teruggegaan naar het 'oude' verlengingssysteem; twee keer een kwartier verlenging, wanneer de wedstrijd dan nog onbeslist is, beslissen strafschoppen over winst en verlies.

## Erelijsten
| Jaar | Gastland                    |                   | Winnaar        | Tweede plaats         | Derde plaats |
| ---- | --------------------------- | ----------------- | -------------- | --------------------- | ------------ |
| 1960 | Frankrijk                   | Sovjet-Unie       | Joegoslavië    | Tsjecho-Slowakije     |              |
| 1964 | Spanje                      | Spanje            | Sovjet-Unie    | Hongarije             |              |
| 1968 | Italië                      | Italië            | Joegoslavië    | Engeland              |              |
| 1972 | België                      | West-Duitsland    | Sovjet-Unie    | België                |              |
| 1976 | Joegoslavië                 | Tsjecho-Slowakije | West-Duitsland | Nederland             |              |
| 1980 | Italië                      | West-Duitsland    | België         | Tsjecho-Slowakije     |              |
| 1984 | Frankrijk                   | Frankrijk         | Spanje         | Denemarken Portugal   |              |
| 1988 | West-Duitsland              | Nederland         | Sovjet-Unie    | Italië West-Duitsland |              |
| 1992 | Zweden                      | Denemarken        | Duitsland      | Nederland Zweden      |              |
| 1996 | Engeland                    | Duitsland         | Tsjechië       | Engeland Frankrijk    |              |
| 2000 | België Nederland            | Frankrijk         | Italië         | Nederland Portugal    |              |
| 2004 | Portugal                    | Griekenland       | Portugal       | Nederland Tsjechië    |              |
| 2008 | Oostenrijk Zwitserland      | Spanje            | Duitsland      | Rusland Turkije       |              |
| 2012 | Oekraïne Polen              | Spanje            | Italië         | Duitsland Portugal    |              |
| 2016 | Frankrijk                   | Portugal          | Frankrijk      | Duitsland Wales       |              |
| 2021 | Europa                      | Italië            | Engeland       | Denemarken Spanje     |              |
| 2024 | Duitsland                   | Spanje            | Engeland       | Frankrijk Nederland   |              |
| 2028 | Verenigd Koninkrijk Ierland |                   |                |                       |              |
| 2032 | Italië Turkije              |                   |                |                       |              |

## Medaillespiegel
| Plaats | Land              | Goud | Zilver | Brons | Totaal |
| 1      | Spanje            | 4    | 1      | 1     | 6      |
| 2      | Duitsland         | 3    | 3      | 3     | 9      |
| 3      | Italië            | 2    | 2      | 1     | 5      |
| 4      | Frankrijk         | 2    | 1      | 2     | 5      |
| 5      | Sovjet-Unie       | 1    | 3      | 0     | 4      |
| 6      | Portugal          | 1    | 1      | 3     | 5      |
| 7      | Nederland         | 1    | 0      | 5     | 6      |
| 8      | Denemarken        | 1    | 0      | 2     | 3      |
| 9      | Tsjecho-Slowakije | 1    | 0      | 2     | 3      |
| 10     | Griekenland       | 1    | 0      | 0     | 1      |
| 11     | Engeland          | 0    | 2      | 2     | 4      |
| 12     | Joegoslavië       | 0    | 2      | 0     | 2      |
| 13     | België            | 0    | 1      | 1     | 2      |
| 13     | Tsjechië          | 0    | 1      | 1     | 2      |
| 15     | Hongarije         | 0    | 0      | 1     | 1      |
| 15     | Rusland           | 0    | 0      | 1     | 1      |
| 15     | Turkije           | 0    | 0      | 1     | 1      |
| 15     | Zweden            | 0    | 0      | 1     | 1      |
| 15     | Wales             | 0    | 0      | 1     | 1      |
| Totaal | Totaal            | 17   | 17     | 28    | 62     |

## Deelnemende landen
| Land                          | 60 | 64 | 68 | 72 | 76 | 80 | 84 | 88 | 92 | 96 | 00 | 04 | 08 | 12 | 16 | 20 | 24 | EK's |
| ----------------------------- | -- | -- | -- | -- | -- | -- | -- | -- | -- | -- | -- | -- | -- | -- | -- | -- | -- | ---- |
| Albanië                       |    |    |    |    |    |    |    |    |    |    |    |    |    |    | X  |    | X  | 2    |
| België                        |    |    |    | X  |    | X  | X  |    |    |    | X  |    |    |    | X  | X  | X  | 7    |
| Bulgarije                     |    |    |    |    |    |    |    |    |    | X  |    | X  |    |    |    |    |    | 2    |
| Denemarken                    |    | X  |    |    |    |    | X  | X  | X  | X  | X  | X  |    | X  |    | X  | X  | 10   |
| Duitsland                     |    |    |    | X  | X  | X  | X  | X  | X  | X  | X  | X  | X  | X  | X  | X  | X  | 14   |
| Engeland                      |    |    | X  |    |    | X  |    | X  | X  | X  | X  | X  |    | X  | X  | X  | X  | 11   |
| Finland                       |    |    |    |    |    |    |    |    |    |    |    |    |    |    |    | X  |    | 1    |
| Frankrijk                     | X  |    |    |    |    |    | X  |    | X  | X  | X  | X  | X  | X  | X  | X  | X  | 11   |
| Georgië                       |    |    |    |    |    |    |    |    |    |    |    |    |    |    |    |    | X  | 1    |
| GOS                           |    |    |    |    |    |    |    |    | X  |    |    |    |    |    |    |    |    | 1    |
| Griekenland                   |    |    |    |    |    | X  |    |    |    |    |    | X  | X  | X  |    |    |    | 4    |
| Hongarije                     |    | X  |    | X  |    |    |    |    |    |    |    |    |    |    | X  | X  | X  | 5    |
| Ierland                       |    |    |    |    |    |    |    | X  |    |    |    |    |    | X  | X  |    |    | 3    |
| IJsland                       |    |    |    |    |    |    |    |    |    |    |    |    |    |    | X  |    |    | 1    |
| Italië                        |    |    | X  |    |    | X  |    | X  |    | X  | X  | X  | X  | X  | X  | X  | X  | 11   |
| Joegoslavië                   | X  |    | X  |    | X  |    | X  |    |    |    |    |    |    |    |    |    |    | 4    |
| Kroatië                       |    |    |    |    |    |    |    |    |    | X  |    | X  | X  | X  | X  | X  | X  | 7    |
| Letland                       |    |    |    |    |    |    |    |    |    |    |    | X  |    |    |    |    |    | 1    |
| Nederland                     |    |    |    |    | X  | X  |    | X  | X  | X  | X  | X  | X  | X  |    | X  | X  | 11   |
| Noord-Ierland                 |    |    |    |    |    |    |    |    |    |    |    |    |    |    | X  |    |    | 1    |
| Noord-Macedonië               |    |    |    |    |    |    |    |    |    |    |    |    |    |    |    | X  |    | 1    |
| Noorwegen                     |    |    |    |    |    |    |    |    |    |    | X  |    |    |    |    |    |    | 1    |
| Oekraïne                      |    |    |    |    |    |    |    |    |    |    |    |    |    | X  | X  | X  | X  | 4    |
| Oostenrijk                    |    |    |    |    |    |    |    |    |    |    |    |    | X  |    | X  | X  | X  | 4    |
| Polen                         |    |    |    |    |    |    |    |    |    |    |    |    | X  | X  | X  | X  | X  | 5    |
| Portugal                      |    |    |    |    |    |    | X  |    |    | X  | X  | X  | X  | X  | X  | X  | X  | 9    |
| Roemenië                      |    |    |    |    |    |    | X  |    |    | X  | X  |    | X  |    | X  |    | X  | 6    |
| Rusland                       |    |    |    |    |    |    |    |    |    | X  |    | X  | X  | X  | X  | X  |    | 6    |
| Schotland                     |    |    |    |    |    |    |    |    | X  | X  |    |    |    |    |    | X  | X  | 4    |
| Servië                        |    |    |    |    |    |    |    |    |    |    |    |    |    |    |    |    | X  | 1    |
| Servië en Montenegro          |    |    |    |    |    |    |    |    |    |    | X  |    |    |    |    |    |    | 1    |
| Slovenië                      |    |    |    |    |    |    |    |    |    |    | X  |    |    |    |    |    | X  | 2    |
| Slowakije                     |    |    |    |    |    |    |    |    |    |    |    |    |    |    | X  | X  | X  | 3    |
| Sovjet-Unie                   | X  | X  | X  | X  |    |    |    | X  |    |    |    |    |    |    |    |    |    | 5    |
| Spanje                        |    | X  |    |    |    | X  | X  | X  |    | X  | X  | X  | X  | X  | X  | X  | X  | 12   |
| Tsjechië                      |    |    |    |    |    |    |    |    |    | X  | X  | X  | X  | X  | X  | X  | X  | 8    |
| Tsjecho-Slowakije             | X  |    |    |    | X  | X  |    |    |    |    |    |    |    |    |    |    |    | 3    |
| Turkije                       |    |    |    |    |    |    |    |    |    | X  | X  |    | X  |    | X  | X  | X  | 6    |
| Wales                         |    |    |    |    |    |    |    |    |    |    |    |    |    |    | X  | X  |    | 2    |
| Zweden                        |    |    |    |    |    |    |    |    | X  |    | X  | X  | X  | X  | X  | X  |    | 7    |
| Zwitserland                   |    |    |    |    |    |    |    |    |    | X  |    | X  | X  |    | X  | X  | X  | 6    |
| Aantal landen in eindtournooi | 4  | 4  | 4  | 4  | 4  | 8  | 8  | 8  | 8  | 16 | 16 | 16 | 16 | 16 | 24 | 24 | 24 |      |

|   | Betekenis                                     |
| - | --------------------------------------------- |
|   | Winnaar                                       |
|   | Tweede plaats                                 |
|   | Derde plaats                                  |
| Q | Gekwalificeerd voor het EK                    |
| X | Deelname aan het EK, eindigde buiten de top 3 |
|   | Niet deelgenomen aan het EK                   |

## Statistieken

### Topscorers aller tijden
(per 14 juli 2024)
| #  | Naam                 | Land      | Doelpunten | Per toernooi                                     |
| -- | -------------------- | --------- | ---------- | ------------------------------------------------ |
| 1. | Cristiano Ronaldo    | Portugal  | 14         | 2004 (2), 2008 (1), 2012 (3), 2016 (3), 2020 (5) |
| 2. | Michel Platini       | Frankrijk | 9          | 1984 (9)                                         |
| 3. | Alan Shearer         | Engeland  | 7          | 1996 (5), 2000 (2)                               |
| 3. | Antoine Griezmann    | Frankrijk | 7          | 2016 (6), 2020 (1)                               |
| 3. | Álvaro Morata        | Spanje    | 7          | 2016 (3), 2020 (3), 2024 (1)                     |
| 6. | Nuno Gomes           | Portugal  | 6          | 2000 (4), 2004 (1), 2008 (1)                     |
| 6. | Thierry Henry        | Frankrijk | 6          | 2000 (3), 2004 (2), 2008 (1)                     |
| 6. | Zlatan Ibrahimović   | Zweden    | 6          | 2004 (2), 2008 (2), 2012 (2)                     |
| 6. | Patrick Kluivert     | Nederland | 6          | 1996 (1), 2000 (5)                               |
| 6. | Ruud van Nistelrooij | Nederland | 6          | 2004 (4), 2008 (2)                               |
| 6. | Wayne Rooney         | Engeland  | 6          | 2004 (4), 2012 (1), 2016 (1)                     |
| 6. | Romelu Lukaku        | België    | 6          | 2016 (2), 2020 (4)                               |
| 6. | Harry Kane           | Engeland  | 6          | 2020 (3), 2024 (3)                               |

### Meeste toernooien aller tijden
Per het EK 2024 heeft Cristiano Ronaldo de meeste EK-toernooien gespeeld met 6 toernooien.
Edwin van der Sar staat op de gedeelde 4e plaats met 4 toernooien.

### Meeste wedstrijden aller tijden
(per 14 juli 2024)
| #  | Naam              | Land      | Wedstrijden |
| -- | ----------------- | --------- | ----------- |
| 1. | Cristiano Ronaldo | Portugal  | 30          |
| 2. | Pepe              | Portugal  | 23          |
| 3. | Manuel Neuer      | Duitsland | 20          |
| 4. | Toni Kroos        | Duitsland | 19          |
| 4. | João Moutinho     | Portugal  | 19          |

## Individuele prijzen
De volgende gegevens zijn bijgewerkt t/m het EK 2024.

### Speler van het Toernooi
Sinds 1996 wordt door de UEFA de titel Speler van het Toernooi uitgereikt aan de beste speler van het EK. Sinds 2016 wordt door de UEFA ook de titel Jonge Speler van het Toernooi uitgereikt, aan de beste jonge speler van het seizoen. De winnaars van de titels worden bepaald door een panel van voormalig voetballers.
| EK   | Speler van het Toernooi | Jonge Speler van het Seizoen |
| ---- | ----------------------- | ---------------------------- |
| 1996 | Matthias Sammer         | Niet uitgereikt              |
| 2000 | Zinédine Zidane         | Niet uitgereikt              |
| 2004 | Theodoros Zagorakis     | Niet uitgereikt              |
| 2008 | Xavi                    | Niet uitgereikt              |
| 2012 | Andrés Iniesta          | Niet uitgereikt              |
| 2016 | Antoine Griezmann       | Renato Sanches               |
| 2020 | Gianluigi Donnarumma    | Pedri                        |
| 2024 | Rodri                   | Lamine Yamal                 |

### Speler van de Wedstrijd
Sinds 1996 wordt door de UEFA voor iedere wedstrijd een Speler van de Wedstrijd uitgeroepen. Andrés Iniesta en Cristiano Ronaldo zijn recordwinnaars van de prijs met beide zes titels. Karel Poborský (1996), Thierry Henry (2000), Iniesta en Andrea Pirlo zijn de enige spelers die de titel drie keer verkregen op één EK.

### Team van het Toernooi
Sinds 1996 benoemt de UEFA voor ieder EK een Team van het Toernooi, waarbij het die ook opstelde voor de EK's voorafgaand aan 1996. De teams bestaan gebruikelijk uit elf spelers, maar bestond tussen 1996 en 2012 uit meer spelers. Per 2024 zijn Laurent Blanc, Paolo Maldini, Pepe en Cristiano Ronaldo de enige spelers die vier keer werden opgenomen in het team.

## Trivia
- Slechts een kleine groep spelers won in een jaar de Europacup I/UEFA Champions League en het Europees kampioenschap. In 1964 was het Luis Suárez die met Internazionale de Europacup I won en met Spanje Europees kampioen werd. In 1988 waren het vijf spelers, te weten Hans van Breukelen, Ronald Koeman, Berry van Aerle, Wim Kieft en Gerald Vanenburg. Zij wonnen met PSV de Europacup I en met het Nederlands elftal het Europees kampioenschap. In 2000 wonnen Nicolas Anelka en Christian Karembeu met Real Madrid de UEFA Champions League en met Frankrijk het Europees kampioenschap. In 2012 wonnen Fernando Torres en Juan Mata de titels met Spanje en met Chelsea. In 2016 wonnen Cristiano Ronaldo en Pepe met Real Madrid de UEFA Champions League en met Portugal het Europees kampioenschap. In 2021 wonnen Jorginho en Emerson met Chelsea de UEFA Champions League en met Italië het Europees kampioenschap. In 2024 wonnen Dani Carvajal, Joselu en Nacho met Real Madrid de UEFA Champions League en met Spanje het Europees kampioenschap voetbal. Van deze spelers speelde Karembeu echter in geen van de finales mee.
- Tijdens Rusland - Spanje, op 26 juni 2008, maakte Xavi het 500ste doelpunt in de geschiedenis van het EK.
- België en Nederland waren slechts op vier EK's tegelijk aanwezig: in Italië 1980, als gastlanden in 2000, op het EK 2020 en op het EK 2024 in Duitsland.
- Het EK van 2020 werd vanwege de coronapandemie die dat jaar uitbrak gespeeld in 2021.
- In 2021 werd het toernooi in elf steden van Europa gespeeld.[5]